# Sixième district congressionnel de l'État de New York
Le 6e district congressionnel de New York est un district situé à New York, entièrement situé dans le Queens. Il est représenté par la Démocrate Grace Meng. Une majorité de la population du district est d'origine asiatique et américaine et la majorité de sa population n'est pas blanche.
Le district comprend plusieurs quartiers du Queens d'une diversité raciale et ethnique, notamment Auburndale, Bayside, East Elmhurst, Elmhurst, Flushing, Forest Hills, Glendale, Kew Gardens, Maspeth, Middle Village, Murray Hill et Rego Park. Avant les élections de 2022, le district a été redessiné pour inclure des sections de Jackson Heights et d'Astoria qui faisaient auparavant partie du 14e district congressionnel de New York.
En 2018, les Américains d'origine chinoise représentaient 21,9 % de la population du 6e district, le plus élevé de tous les districts de New York, et sa population asiatique-américaine de 39,4 % était de la même manière la plus élevée parmi les districts de New York et le seul où les Asiatiques formaient le groupe ethnique le plus important. Le 6e district comprend le Queens Chinatown d'origine à Flushing, le quartier avec la plus forte concentration de Chinois à New York, ainsi que les quartiers environnants d'Auburndale et de Murray Hill, qui abritent une importante population chinoise.

## Histoire
1789-1913 :
Certaines parties de Manhattan
1913-1945 :
Certaines parties de Brooklyn
1945-1973 :
Parties du Queens
1973-1983 :
Certaines parties de Nassau, Queens
1983-présent :
Parties du Queens
Divers districts de New York ont été numérotés « 6 » au fil des ans, notamment des zones de la ville de New York et diverses parties du nord de l'État de New York. De 2003 à 2013, le district comprenait la plupart du sud-est du Queens, y compris les quartiers de Cambria Heights, Edgemere, Far Rockaway, Hollis, Jamaica, Laurelton, Queens Village, Rosedale, Saint Albans, Springfield Gardens et South Ozone Park, ainsi que John F. Kennedy International Airport. Le district comprenait principalement des communautés minoritaires de classe moyenne, mais comprenait également une partie de Howard Beach connue sous le nom d'Old Howard Beach.

## Historique de vote
| Année | Poste     | Résultats               |
| ----- | --------- | ----------------------- |
| 1992  | Président | Clinton 75,0 % – 18,0 % |
| 1996  | Président | Clinton 85,0 % – 11,0 % |
| 2000  | Président | Gore 87,0 % – 11,0 %    |
| 2004  | Président | Kerry 84,0 % – 15,0 %   |
| 2008  | Président | Obama 63,0 % – 36,0 %   |
| 2012  | Président | Obama 68,0 % – 31,0 %   |
| 2016  | Président | Clinton 65,0 % – 32,0 % |
| 2020  | Président | Biden 61,0 % – 37,0 %   |

## Liste des Représentants du district
Le 6e district était situé dans le nord du Queens et dans le Comté adjacent de Nassau jusqu'en 1982, couvrant le même territoire qui fait maintenant partie du 5e district. Cette partie du Queens faisait partie du 7e district avant cette redistribution.

### 1789 - 1809: Un siège
| Congrès                         | Année                            | Membre                       | Parti                 | Histoire électorale                                                                                           |
| ------------------------------- | -------------------------------- | ---------------------------- | --------------------- | --- |
| District établit le 4 mars 1789 |                                  |                              |                       | |
| 1er                             | 4 mars 1789 - 3 mars 1791        | Jeremiah Van Rensselaer (en) | Anti-Administration   | Élu en 1789. Perd sa réélection.                                                                              |
| 2e                              | 4 mars 1791 - 3 mars 1793        | James Cordon (en)            | Pro Administration    | Élu en 1790. Redécoupage vers le 9e district.                                                                 |
| 3e                              | 4 mars 1793 - 3 mars 1795        | Ezekiel Gilbert (en)         | Pro Administration    | Élu en 1793. Élu en 1794. Retrait.                                                                            |
| 4e                              | 4 mars 1795 - 3 mars 1797        | Ezekiel Gilbert (en)         | Fédéraliste           | Élu en 1793. Élu en 1794. Retrait.                                                                            |
| 5e                              | 4 mars 1797 - 3 mars 1799        | Hezekiah L. Hosmer (en)      | Fédéraliste           | Réélu en 1796. Retrait.                                                                                       |
| 6e , 7e                         | 4 mars 1799 - 25 juillet 1801    | John Bird (en)               | Fédéraliste           | Élu en 1798. Réélu en 1800. Démissionne.                                                                      |
| 7                               | 25 juillet 1801 - 6 octobre 1801 | Vacant                       | Vacant                | |
| 7                               | 6 octobre 1801 - 17 janvier 1803 | John Peter Van Ness (en)     | Républicain-Démocrate | Élu pour terminer le mandat de Bird. Déchu du siège lorsque nommé Major de la Milice du District de Columbia. |
| 7                               | 17 janvier 1803 - 3 mars 1803    | Vacant                       | Vacant                | |
| 8e                              | 4 mars 1803 - 26 avril 1803      | Isaac Bloom (en)             | Républicain-Démocrate | Élu en 1802. Décès.                                                                                           |
| 8e                              | 26 avril 1803 - 17 octobre 1803  | Vacant                       | Vacant                | |
| 8e - 10e                        | 17 octobre 1803 - 3 mars 1809    | Daniel C. Verplanck (en)     | Républicain-Démocrate | Élu pour terminer le mandat de Bloom. Réélu en 1804. Réélu en 1806. Retrait.                                  |

### 1809 - 1813: Deux Sièges
De 1809 à 1813, deux sièges furent élus en général sur une liste générale.
| Congrès | Année                         | Siège A                   | Siège A     | Siège A               |                               | Siège B     | Siège B                                                                     | Siège B |
| Congrès | Année                         | Membre                    | Parti       | Histoire électorale   | Membre                        | Parti       | Histoire électorale                                                         |         |
| ------- | ----------------------------- | ------------------------- | ----------- | --------------------- | ----------------------------- | ----------- | --------------------------------------------------------------------------- | ------- |
| 11e     | 4 mars 1809 - 3 mars 1811     | Herman Knickerbocker (en) | Fédéraliste | Élu en 1808. Retrait. | Robert Le Roy Livingston (en) | Fédéraliste | Élu en 1808. Démissionne.                                                   |         |
| 12      | 4 mars 1811 - 6 mai 1812      | Asa Fitch                 | Fédéraliste | Élu en 1810. Retrait. | Robert Le Roy Livingston (en) | Fédéraliste | Élu en 1808. Démissionne.                                                   |         |
| 12      | 6 mai 1812 - 29 janvier 1813  | Asa Fitch                 | Fédéraliste | Élu en 1810. Retrait. | Vacant                        | Vacant      | Vacant                                                                      |         |
| 12      | 29 janvier 1813 - 3 mars 1813 | Asa Fitch                 | Fédéraliste | Élu en 1810. Retrait. | Thomas P. Grosvenor (en)      | Fédéraliste | Élu pour terminer le mandat de Livingston. Redécoupage vers le 5e district. |         |

### 1813 - Présent: Un siège
| Membre                     | Parti                 | Années                             | Congrès        | Histoire électorale | Zone géographique                                 |
| -------------------------- | --------------------- | ---------------------------------- | -------------- | --- | ------------------------------------------------- |
| Jonathan Fisk (en)         | Républicain-Démocrate | 4 mars 1813 - 21 mars 1815         | 13e , 14e      | Élu en 1812. Réélu en 1814. Démissionne pour devenir Procureur des États-Unis pour le District Sud de New York.                                                                       | 1813–1823 Comté d'Orange                          |
| Vacant                     | Vacant                | 21 mars 1815 - 4 décembre 1815     | 14e            | | 1813–1823 Comté d'Orange                          |
| James W. Wilkin (en)       | Républicain-Démocrate | 4 décembre 1815 - 3 mars 1819      | 14e , 15e      | Élu pour terminer le mandat de Fisk. Réélu en 1816. | 1813–1823 Comté d'Orange                          |
| Walter Case (en)           | Républicain-Démocrate | 4 mars 1819 - 3 mars 1821          | 16e            | Élu en 1818. | 1813–1823 Comté d'Orange                          |
| Vacant                     | Vacant                | 4 mars 1821 - 3 décembre 1821      | 17e            | Selah Tuthill (DR) fut élu en avril 1821 mais décéda le 7 septembre 1821. | 1813–1823 Comté d'Orange                          |
| Charles Borland Jr. (en)   | Républicain-Démocrate | 3 décembre 1821 - 3 mars 1823      | 17e            | Élu en 1821 pour terminer le mandat de Tuthill. | 1813–1823 Comté d'Orange                          |
| Hector Craig (en)          | Républicain-Démocrate | 4 mars 1823 - 3 mars 1825          | 18e            | Élu en 1822. Perd sa réélection. | 1823–1833 Comté d'Orange                          |
| John Hallock Jr. (en)      | Jacksonien (en)       | 4 mars 1825 - 3 mars 1829          | 19e , 20e      | Élu en 1824. Réélu en 1826. Retrait. | 1823–1833 Comté d'Orange                          |
| Hector Craig (en)          | Jacksonien (en)       | 4 mars 1829 - 12 juillet 1830      | 21e            | Élu en 1828. Démissionne. | 1823–1833 Comté d'Orange                          |
| Vacant                     | Vacant                | 12 juillet 1830 - 6 décembre 1830  | 21e            | | 1823–1833 Comté d'Orange                          |
| Samuel W. Eager (en)       | Anti-Jacksonien       | 6 décembre 1830 - 3 mars 1831      | 21e            | Élu pour terminer le mandat de Craig. Retrait. | 1823–1833 Comté d'Orange                          |
| Samuel J. Wilkin (en)      | Anti-Jacksonien       | 4 mars 1831 - 3 mars 1833          | 22e            | Élu en 1830. | 1823–1833 Comté d'Orange                          |
| John W. Brown (en)         | Jacksonien (en)       | 4 mars 1833 - 3 mars 1837          | 23e , 24e      | Élu en 1832. Réélu en 1834. | 1833–1843                                         |
| Nathaniel Jones (en)       | Démocrate             | 4 mars 1837 - 3 mars 1841          | 25e , 26e      | Élu en 1836. Réélu en 1838. | 1833–1843                                         |
| James G. Clinton           | Démocrate             | 4 mars 1841 - 3 mars 1843          | 27e            | Élu en 1840. Redécoupage vers le 9e district. | 1833–1843                                         |
| Hamilton Fish              | Whig                  | 4 mars 1843 - 3 mars 1845          | 28e            | Élu en 1842. Perd sa réélection. | 1843–1853                                         |
| William W. Campbell (en)   | Know Nothing          | 4 mars 1845 - 3 mars 1847          | 29e            | Élu en 1844. Retrait. | 1843–1853                                         |
| David S. Jackson (en)      | Démocrate             | 4 mars 1847 - 19 avril 1848        | 30e            | Élu en 1846. Siège déclarant vacant à la suite de la contestation de l'élection. | 1843–1853                                         |
| Vacant                     | Vacant                | 19 avril 1848 - 4 décembre 1848    | 30e            | | 1843–1853                                         |
| Horace Greeley             | Whig                  | 4 décembre 1848 - 3 mars 1849      | 30e            | Élu pour terminer le mandat de Jackson. Perd sa renomination pour un mandat complet.                                                                                                  | 1843–1853                                         |
| James Brooks (en)          | Whig                  | 4 mars 1849 - 3 mars 1853          | 31e , 32e      | Élu en 1848. Réélu en 1850. Perd sa réélection. | 1843–1853                                         |
| John Wheeler (en)          | Démocrate             | 4 mars 1853 - 3 mars 1857          | 33e , 34e      | Élu en 1852. Réélu en 1854. Retrait. | 1853–1863                                         |
| John Cochrane (en)         | Démocrate             | 4 mars 1857 - 3 mars 1861          | 35e , 36e      | Élu en 1856. Réélu en 1858. Perd sa réélection. | 1853–1863                                         |
| Frederick A. Conkling (en) | Républicain           | 4 mars 1861 - 3 mars 1863          | 37e            | Élu en 1860. Perd sa réélection. | 1853–1863                                         |
| Elijah Ward (en)           | Démocrate             | 4 mars 1863 - 3 mars 1865          | 38e            | Redécoupage depuis le 7e district et réélu en 1862. Perd sa réélection. | 1863–1873                                         |
| Henry J. Raymond (en)      | Républicain           | 4 mars 1865 - 3 mars 1867          | 39e            | Élu en 1864. Perd sa renomination. | 1863–1873                                         |
| Thomas E. Stewart (en)     | Républicain           | 4 mars 1867 - 3 mars 1869          | 40e            | Élu en 1866. Retrait. | 1863–1873                                         |
| Samuel S. Cox (en)         | Démocrate             | 4 mars 1869 - 3 mars 1873          | 41e , 42e      | Élu en 1868. Réélu en 1870. Perd sa réélection. | 1863–1873                                         |
| James Brooks (en)          | Démocrate             | 4 mars 1873 - 30 avril 1873        | 43e            | Redécoupage depuis le 8e district et réélu en 1872. Décès. | 1873–1883                                         |
| Vacant                     | Vacant                | 30 avril 1873 - 4 novembre 1873    | 43e            | | 1873–1883                                         |
| Samuel S. Cox (en)         | Démocrate             | 4 novembre 1873 - 3 mars 1885      | 43-4843e - 48e | Élu pour terminer le mandat de Brook. Réélu en 1874. Réélu en 1876. Réélu en 1878. Réélu en 1880. Réélu en 1882. Redécoupage vers le 8e district.                                     | 1873–1883                                         |
| 1883–1893                  |                       |                                    | 43-4843e - 48e | Élu pour terminer le mandat de Brook. Réélu en 1874. Réélu en 1876. Réélu en 1878. Réélu en 1880. Réélu en 1882. Redécoupage vers le 8e district.                                     |                                                   |
| Nicholas Muller (en)       | Démocrate             | 4 mars 1885 - 3 mars 1887          | 49e            | Redécoupage depuis le 5e district et réélu en 1884. |                                                   |
| Amos J. Cummings (en)      | Démocrate             | 4 mars 1887 - 3 mars 1889          | 50e            | Redécoupage depuis le 5e district et réélu en 1886. |                                                   |
| Frank T. Firtzgerald (en)  | Démocrate             | 4 mars 1889 - 4 novembre 1889      | 51e            | Élu en 1888. Démissionne pour devenir Enregistreur du Comté de New York. |                                                   |
| Vacant                     | Vacant                | 4 novembre 1889 - 9 décembre 1889  | 51e            | |                                                   |
| Charles H. Turner (en)     | Démocrate             | 9 décembre 1889 - 3 mars 1891      | 51e            | Élu pour terminer le mandat de Fitzgerald. |                                                   |
| John R. Fellows (en)       | Démocrate             | 4 mars 1891 - 3 mars 1893          | 52e            | Élu en 1890. Redécoupage vers le 14e district. |                                                   |
| Thomas F. Magner (en)      | Démocrate             | 4 mars 1893 - 3 mars 1895          | 53e            | Redécoupage depuis le 5e district et réélu en 1892. | 1893–1903                                         |
| James R. Howe (en)         | Républicain           | 4 mars 1895 - 3 mars 1899          | 54e , 55e      | Élu en 1894. Réélu en 1896. | 1893–1903                                         |
| Mitchell May (en)          | Démocrate             | 4 mars 1899 - 3 mars 1901          | 56e            | Élu en 1898. | 1893–1903                                         |
| George H. Lindsay (en)     | Démocrate             | 4 mars 1901 - 3 mars 1903          | 57e            | Élu en 1900. Redécoupage vers le 2e district. | 1893–1903                                         |
| Robert Baker (en)          | Démocrate             | 4 mars 1903 - 3 mars 1905          | 58e            | Élu en 1902. | 1903–1913                                         |
| William M. Calder (en)     | Républicain           | 4 mars 1905 - 3 mars 1915          | 59-6359e - 63e | Élu en 1904. Réélu en 1906. Réélu en 1908. Réélu en 1910. Réélu en 1912. | 1903–1913                                         |
| 1913–1923                  |                       |                                    | 59-6359e - 63e | Élu en 1904. Réélu en 1906. Réélu en 1908. Réélu en 1910. Réélu en 1912. |                                                   |
| Frederick W. Rowe (en)     | Républicain           | 4 mars 1915 - 3 mars 1921          | 64e - 66e      | Élu en 1914. Réélu en 1916. Réélu en 1918. |                                                   |
| Warren I. Lee (en)         | Républicain           | 4 mars 1921 - 3 mars 1923          | 67e            | Élu en 1920. Perd sa réélection. |                                                   |
| Charles I. Stengle (en)    | Démocrate             | 4 mars 1923 - 3 mars 1925          | 68e            | Élu en 1922. Retrait. | 1923–1933                                         |
| Andrew L. Somers (en)      | Démocrate             | 4 mars 1925 - 3 janvier 1945       | 69e - 78e      | Élu en 1924. Réélu en 1926. Réélu en 1928. Réélu en 1930. Réélu en 1932. Réélu en 1934. Réélu en 1936. Réélu en 1938. Réélu en 1940. Réélu en 1942. Redécoupage vers le 10e district. | 1923–1933                                         |
| 1933–1943                  |                       |                                    | 69e - 78e      | Élu en 1924. Réélu en 1926. Réélu en 1928. Réélu en 1930. Réélu en 1932. Réélu en 1934. Réélu en 1936. Réélu en 1938. Réélu en 1940. Réélu en 1942. Redécoupage vers le 10e district. |                                                   |
| 1943–1945                  |                       |                                    | 69e - 78e      | Élu en 1924. Réélu en 1926. Réélu en 1928. Réélu en 1930. Réélu en 1932. Réélu en 1934. Réélu en 1936. Réélu en 1938. Réélu en 1940. Réélu en 1942. Redécoupage vers le 10e district. |                                                   |
| James J. Delaney (en)      | Démocrate             | 3 janvier 1945 - 3 janvier 1947    | 79e            | Élu en 1944. Perd sa réélection. | 1945–1973 Partie du Queens                        |
| Robert Nodar Jr. (en)      | Républicain           | 3 janvier 1947 - 3 janvier 1949    | 80e            | Élu en 1946. Perd sa réélection. | 1945–1973 Partie du Queens                        |
| James J. Delaney (en)      | Démocrate             | 3 janvier 1949 - 3 janvier 1953    | 81e , 82e      | Élu en 1948. Réélu en 1950. Redécoupage vers le 7e district. | 1945–1973 Partie du Queens                        |
| Lester Holtzman (en)       | Démocrate             | 3 janvier 1953 - 31 décembre 1961  | 83e - 87e      | Élu en 1952. Réélu en 1954. Réélu en 1956. Réélu en 1958. Réélu en 1960. Démissionne.                                                                                                 | 1945–1973 Partie du Queens                        |
| Vacant                     | Vacant                | 1er janvier 1962 - 19 février 1962 | 87e            | | 1945–1973 Partie du Queens                        |
| Benjamin S. Rosenthal (en) | Démocrate             | 20 février 1962 - 3 janvier 1963   | 87e            | Élu pour terminer le mandat de Holtzman. Redécoupage vers le 8e district. | 1945–1973 Partie du Queens                        |
| Seymour Halpern (en)       | Républicain           | 3 janvier 1963 - 3 janvier 1973    | 88e - 92e      | Redécoupage depuis le 4e district et réélu en 1962. Réélu en 1964. Réélu en 1966. Réélu en 1968. Réélu en 1970.                                                                       | 1945–1973 Partie du Queens                        |
| Lester L. Wolff (en)       | Démocrate             | 3 janvier 1973 - 3 janvier 1981    | 93e - 96e      | Redécoupage depuis le 3e district et réélu en 1972. Réélu en 1974. Réélu en 1976. Réélu en 1978. Perd sa réélection.                                                                  | 1973–1983 Parties du Comté de Nassau et du Queens |
| John LeBoutillier (en)     | Républicain           | 3 janvier 1981 - 3 janvier 1983    | 97e            | Élu en 1980. Redécoupage vers le 3e district et perd sa réélection. | 1973–1983 Parties du Comté de Nassau et du Queens |
| Joseph P. Addabbo (en)     | Démocrate             | 3 janvier 1983 - 10 avril 1986     | 98e , 99e      | Redécoupage depuis le 7e et réélu en 1982. Réélu en 1984. Décès. | 1983–1993 Partie du Queens                        |
| Vacant                     | Vacant                | 11 avril 1986 - 9 juin 1986        | 99e            | | 1983–1993 Partie du Queens                        |
| Alton Waldon (en)          | Démocrate             | 10 juin 1986 - 3 janvier 1987      | 99e            | Élu pour terminer le mandat d'Addabbo. Perd sa renomination. | 1983–1993 Partie du Queens                        |
| Floyd Flake (en)           | Démocrate             | 3 janvier 1987 - 17 novembre 1997  | 100e - 105e    | Élu en 1986. Réélu en 1988. Réélu en 1990. Réélu en 1992. Réélu en 1994. Réélu en 1996. Démissionne pour retourner travailler dans son Église.                                        | 1983–1993 Partie du Queens                        |
| Floyd Flake (en)           | Démocrate             | 3 janvier 1987 - 17 novembre 1997  | 100e - 105e    | Élu en 1986. Réélu en 1988. Réélu en 1990. Réélu en 1992. Réélu en 1994. Réélu en 1996. Démissionne pour retourner travailler dans son Église.                                        | 1993–2003                                         |
| Vacant                     | Vacant                | 17 novembre 1997 - 6 février 1998  | 105e           | |                                                   |
| Gregory Meeks              | Démocrate             | 6 février 1998 - 3 janvier 2013    | 105e - 112e    | Élu pour terminer le mandat de Flake. Réélu en 1998. Réélu en 2000. Réélu en 2002. Réélu en 2004. Réélu en 2006. Réélu en 2008. Réélu en 2010. Redécoupage vers le 5e district.       |                                                   |
| Gregory Meeks              | Démocrate             | 6 février 1998 - 3 janvier 2013    | 105e - 112e    | Élu pour terminer le mandat de Flake. Réélu en 1998. Réélu en 2000. Réélu en 2002. Réélu en 2004. Réélu en 2006. Réélu en 2008. Réélu en 2010. Redécoupage vers le 5e district.       | 2003–2013 Partie du Queens                        |
| Grace Meng                 | Démocrate             | 3 janvier 2013 - Présent           | 113e - 118e    | Élue en 2012. Réélue en 2014. Réélue en 2016. Réélue en 2018. Réélue en 2020. Réélue en 2022.                                                                                         | 2013–2023 Partie du Queens                        |
| Grace Meng                 | Démocrate             | 3 janvier 2013 - Présent           | 113e - 118e    | Élue en 2012. Réélue en 2014. Réélue en 2016. Réélue en 2018. Réélue en 2020. Réélue en 2022.                                                                                         | 2023–2025 Partie du Queens                        |

## Résultats des précédentes élections
Voici les résultats des dix précédents cycles électoraux dans le district.

### 2004
| Élection de 2004 du 6e district congressionnel de New York | Élection de 2004 du 6e district congressionnel de New York | Élection de 2004 du 6e district congressionnel de New York | Élection de 2004 du 6e district congressionnel de New York | Élection de 2004 du 6e district congressionnel de New York |
| ---------------------------------------------------------- | ---------------------------------------------------------- | ---------------------------------------------------------- | ---------------------------------------------------------- | ---------------------------------------------------------- |
| Parti                                                      | Parti                                                      | Candidat                                                   | Votes                                                      | %                                                          |
|                                                            | Démocrate                                                  | Gregory Meeks (sortant)                                    | 129 688                                                    | 100%                                                       |
|                                                            | Les Démocrates conservent                                  |                                                            |                                                            |                                                            |

### 2006
| Élection de 2002 du 6e district congressionnel de New York | Élection de 2002 du 6e district congressionnel de New York | Élection de 2002 du 6e district congressionnel de New York | Élection de 2002 du 6e district congressionnel de New York | Élection de 2002 du 6e district congressionnel de New York |
| ---------------------------------------------------------- | ---------------------------------------------------------- | ---------------------------------------------------------- | ---------------------------------------------------------- | ---------------------------------------------------------- |
| Parti                                                      | Parti                                                      | Candidat                                                   | Votes                                                      | %                                                          |
|                                                            | Démocrate                                                  | Gregory Meeks (sortant)                                    | 69 405                                                     | 100%                                                       |
|                                                            | Les Démocrates conservent                                  |                                                            |                                                            |                                                            |

### 2008
| Élection de 2008 du 6e district congressionnel de New York | Élection de 2008 du 6e district congressionnel de New York | Élection de 2008 du 6e district congressionnel de New York | Élection de 2008 du 6e district congressionnel de New York | Élection de 2008 du 6e district congressionnel de New York |
| ---------------------------------------------------------- | ---------------------------------------------------------- | ---------------------------------------------------------- | ---------------------------------------------------------- | ---------------------------------------------------------- |
| Parti                                                      | Parti                                                      | Candidat                                                   | Votes                                                      | %                                                          |
|                                                            | Démocrate                                                  | Gregory Meeks (sortant)                                    | 141 180                                                    | 100%                                                       |
|                                                            | Les Démocrates conservent                                  |                                                            |                                                            |                                                            |

### 2010
| Élection de 2010 du 6e district congressionnel de New York | Élection de 2010 du 6e district congressionnel de New York | Élection de 2010 du 6e district congressionnel de New York | Élection de 2010 du 6e district congressionnel de New York | Élection de 2010 du 6e district congressionnel de New York |
| ---------------------------------------------------------- | ---------------------------------------------------------- | ---------------------------------------------------------- | ---------------------------------------------------------- | ---------------------------------------------------------- |
| Parti                                                      | Parti                                                      | Candidat                                                   | Votes                                                      | %                                                          |
|                                                            | Démocrate                                                  | Gregory Meeks (sortant)                                    | 85 096                                                     | 87,8                                                       |
|                                                            | Républicain                                                | Asher E. Taub                                              | 11 826                                                     | 12,2                                                       |
| Total des votes                                            | Total des votes                                            | Total des votes                                            | 96 922                                                     | 100 %                                                      |
|                                                            | Les Démocrates conservent                                  |                                                            |                                                            |                                                            |

### 2012
| Élection de 2012 du 6e district congressionnel de New York | Élection de 2012 du 6e district congressionnel de New York | Élection de 2012 du 6e district congressionnel de New York | Élection de 2012 du 6e district congressionnel de New York | Élection de 2012 du 6e district congressionnel de New York |
| ---------------------------------------------------------- | ---------------------------------------------------------- | ---------------------------------------------------------- | ---------------------------------------------------------- | ---------------------------------------------------------- |
| Parti                                                      | Parti                                                      | Candidat                                                   | Votes                                                      | %                                                          |
|                                                            | Démocrate                                                  | Grace Meng                                                 | 111 499                                                    | 59,6                                                       |
|                                                            | Républicain                                                | Daniel Halloran                                            | 50 845                                                     | 27,2                                                       |
|                                                            | Autres                                                     | Autres                                                     | 22 675                                                     | 12,1                                                       |
|                                                            | Vert                                                       | Evergreen Chou                                             | 1 913                                                      | 1                                                          |
| Total des votes                                            | Total des votes                                            | Total des votes                                            | 186 932                                                    | 100 %                                                      |
|                                                            | Les Démocrates conservent                                  |                                                            |                                                            |                                                            |

### 2014
| Élection de 2014 du 6e district congressionnel de New York | Élection de 2014 du 6e district congressionnel de New York | Élection de 2014 du 6e district congressionnel de New York | Élection de 2014 du 6e district congressionnel de New York | Élection de 2014 du 6e district congressionnel de New York |
| ---------------------------------------------------------- | ---------------------------------------------------------- | ---------------------------------------------------------- | ---------------------------------------------------------- | ---------------------------------------------------------- |
| Parti                                                      | Parti                                                      | Candidat                                                   | Votes                                                      | %                                                          |
|                                                            | Démocrate                                                  | Grace Meng (sortante)                                      | 55 368                                                     | 71,6                                                       |
|                                                            | Autres                                                     | Autres                                                     | 21 938                                                     | 28,4                                                       |
| Total des votes                                            | Total des votes                                            | Total des votes                                            | 77 306                                                     | 100 %                                                      |
|                                                            | Les Démocrates conservent                                  |                                                            |                                                            |                                                            |

### 2016
| Élection de 2016 du 6e district congressionnel de New York | Élection de 2016 du 6e district congressionnel de New York | Élection de 2016 du 6e district congressionnel de New York | Élection de 2016 du 6e district congressionnel de New York | Élection de 2016 du 6e district congressionnel de New York |
| ---------------------------------------------------------- | ---------------------------------------------------------- | ---------------------------------------------------------- | ---------------------------------------------------------- | ---------------------------------------------------------- |
| Parti                                                      | Parti                                                      | Candidat                                                   | Votes                                                      | %                                                          |
|                                                            | Démocrate                                                  | Grace Meng (sortante)                                      | 136 506                                                    | 72,1                                                       |
|                                                            | Républicain                                                | Danniel Maio                                               | 50 617                                                     | 26,7                                                       |
|                                                            | Haris Bhatti Party                                         | Haris Bhatti                                               | 2 123                                                      | 1,1                                                        |
| Total des votes                                            | Total des votes                                            | Total des votes                                            | 189 246                                                    | 100 %                                                      |
|                                                            | Les Démocrates conservent                                  |                                                            |                                                            |                                                            |

### 2018
| Élection de 2018 du 6e district congressionnel de New York | Élection de 2018 du 6e district congressionnel de New York | Élection de 2018 du 6e district congressionnel de New York | Élection de 2018 du 6e district congressionnel de New York | Élection de 2018 du 6e district congressionnel de New York |
| ---------------------------------------------------------- | ---------------------------------------------------------- | ---------------------------------------------------------- | ---------------------------------------------------------- | ---------------------------------------------------------- |
| Parti                                                      | Parti                                                      | Candidat                                                   | Votes                                                      | %                                                          |
|                                                            | Démocrate                                                  | Grace Meng (sortante)                                      | 111 646                                                    | 90,9                                                       |
|                                                            | Vert                                                       | Tom Hillgardner                                            | 11 209                                                     | 9,1                                                        |
| Total des votes                                            | Total des votes                                            | Total des votes                                            | 122 855                                                    | 100 %                                                      |
|                                                            | Les Démocrates conservent                                  |                                                            |                                                            |                                                            |

### 2020
| Élection de 2020 du 6e district congressionnel de New York | Élection de 2020 du 6e district congressionnel de New York | Élection de 2020 du 6e district congressionnel de New York | Élection de 2020 du 6e district congressionnel de New York | Élection de 2020 du 6e district congressionnel de New York |
| ---------------------------------------------------------- | ---------------------------------------------------------- | ---------------------------------------------------------- | ---------------------------------------------------------- | ---------------------------------------------------------- |
| Parti                                                      | Parti                                                      | Candidat                                                   | Votes                                                      | %                                                          |
|                                                            | Démocrate                                                  | Grace Meng (sortante)                                      | 158 862                                                    | 68,0                                                       |
|                                                            | Républicain                                                | Tom Zmich                                                  | 74 829                                                     | 32,0                                                       |
| Total des votes                                            | Total des votes                                            | Total des votes                                            | 233 691                                                    | 100 %                                                      |
|                                                            | Les Démocrates conservent                                  |                                                            |                                                            |                                                            |

### 2022
Les Primaires Démocrates et Républicaines ont été annulées. Grace Meng (D-Sortante) et Tom Zmich (R) avancent vers l'Élection Générale.
| Élection de 2022 du 6e district congressionnel de New York | Élection de 2022 du 6e district congressionnel de New York | Élection de 2022 du 6e district congressionnel de New York | Élection de 2022 du 6e district congressionnel de New York | Élection de 2022 du 6e district congressionnel de New York |
| ---------------------------------------------------------- | ---------------------------------------------------------- | ---------------------------------------------------------- | ---------------------------------------------------------- | ---------------------------------------------------------- |
| Parti                                                      | Parti                                                      | Candidat                                                   | Votes                                                      | %                                                          |
|                                                            | Démocrate                                                  | Grace Meng (sortante)                                      | 85 049                                                     | 63,9                                                       |
|                                                            | Républicain                                                | Tom Zmich                                                  | 47 935                                                     | 36,0                                                       |
|                                                            | Autres                                                     | Autres                                                     | 130                                                        | 0,1                                                        |
| Total des votes                                            | Total des votes                                            | Total des votes                                            | 133 114                                                    | 100 %                                                      |
|                                                            | Les Démocrates conservent                                  |                                                            |                                                            |                                                            |

### 2024
Les Primaires Démocrates et Républicaines ont été annulées. Grace Meng (D-Sortante) et Tom Zmich (R) avancent vers l'Élection Générale.
| Élection de 2022 du 6e district congressionnel de New York | Élection de 2022 du 6e district congressionnel de New York | Élection de 2022 du 6e district congressionnel de New York | Élection de 2022 du 6e district congressionnel de New York | Élection de 2022 du 6e district congressionnel de New York |
| ---------------------------------------------------------- | ---------------------------------------------------------- | ---------------------------------------------------------- | ---------------------------------------------------------- | ---------------------------------------------------------- |
| Parti                                                      | Parti                                                      | Candidat                                                   | Votes                                                      | %                                                          |
|                                                            | Démocrate                                                  | Grace Meng (sortante)                                      | TBD                                                        | TBD                                                        |
|                                                            | Républicain                                                | Tom Zmich                                                  | TBD                                                        | TBD                                                        |
|                                                            | Indépendant                                                | Joseph Chou                                                | TBD                                                        | TBD                                                        |
| Total des votes                                            | Total des votes                                            | Total des votes                                            | TBD                                                        | 100 %                                                      |
|                                                            |                                                            |                                                            |                                                            |                                                            |